# Fall Out
"Fall Out" es el primer sencillo oficial del grupo británico The Police. Fue originalmente lanzado en mayo de 1977, y relanzado en 1979. "Fall Out" es un sencillo en 7" con "Nothing Achieving" en su lado B. Aunque no apareció en ningún álbum de estudio, ha aparecido en varias compilaciones y álbumes en vivo, como Message in a Box: The Complete Recordings y The Police Live!. El frontman de Red Hot Chili Peppers, Anthony Kiedis afirmó que él y su futuro compañero de banda Flea utilizaron esta canción para otras composiciones, ayudándolos en varios de sus futuros éxitos. 
Además, este es el primer y único sencillo de la banda en presentar a Henry Padovani como guitarrista, ya que Andy Summers (guitarrista habitual de la banda) ingresó tiempo después.

## Lista de canciones
Sencillo de vinilo en 7" del Reino Unido
1. "Fall Out" (Copeland)
2. "Nothing Achieving" (Sting, Stewart Copeland, Ian Copeland)

## Músicos
- Sting - bajo, vocal principal
- Henry Padovani - guitarra principal
- Stewart Copeland - batería, guitarra rítmica, productor.

## Posición en las listas musicales
| Lista (1979)     | Mejor posición |
| ---------------- | -------------- |
| UK Singles Chart | 47             |